# A12高速公路 (義大利)
A12高速公路（義大利語：Autostrada A12），又稱藍色高速公路（Autostrada Azzurra），是義大利一條高速公路，自利古里亞大區首府熱那亞，沿亞平寧半島西海岸，通往首都羅馬。目前只完成了北部至濱海羅西尼亞諾，南部由羅馬至奇維塔韋基亞，分別長206公里和65.4公里的路段。完成後全長為477.2公里。
北段分三期通車：1969年8月25日熱那亞至東塞斯特里段通車，1975年1月7日至里窩那段通車，1993年7月3日北段全線通車，而南段原名A16高速公路，1967年通車。全段是歐洲E80公路的一部份。